# 伊姆斯巴赫
伊姆斯巴赫是德国莱茵兰-普法尔茨州的一个市镇。总面积8.92平方公里，总人口903人，其中男性458人，女性445人（2011年12月31日），人口密度101人/平方公里。